# Turík
Turík (ungarisch Turapatak – bis 1902 Turik) ist eine Gemeinde im Okres Ružomberok innerhalb des Žilinský kraj im Norden der Slowakei mit 300 Einwohnern (Stand 31. Dezember 2024).

## Geographie
Die Gemeinde befindet sich im Westteil des Talkessels Liptovská kotlina, einer Untereinheit der Podtatranská kotlina unterhalb des Gebirges Chočské vrchy in der Mündung des Tals Turícka dolina in den Talkessel. Das Ortszentrum liegt auf einer Höhe von 550 m n.m. und ist zehn Kilometer von Ružomberok entfernt.

## Geschichte
Turík wurde zum ersten Mal 1278 als Turapataka schriftlich erwähnt und gehörte bis 1848 zum niederen Adel, genauer der Familie Turánszky. 1828 zählte man 37 Häuser und 368 Einwohner, die in Landwirtschaft beschäftigt waren.
Bis 1918 gehörte der im Komitat Liptau liegende Ort zum Königreich Ungarn und kam danach zur Tschechoslowakei beziehungsweise heute Slowakei. Von 1976 bis 1990 war Turík Teil der Gemeinde Lisková.
Zur Gemeinde gehören die längst eingegliederten Siedlungen Turíček (ungarisch Kistura) und Vlčia Jama (ungarisch Farkasverem); die letztere stand am Standort einer ehemaligen Gaststätte und Mühle.

## Bevölkerung
| Jahr                | 1994 | 2004    | 2014    | 2024     |
| ------------------- | ---- | ------- | ------- | -------- |
| Anzahl der Personen | 204  | 218     | 232     | 300      |
| Unterschied         |      | +6,86 % | +6,42 % | +29,31 % |

| Jahr                | 2023 | 2024    |
| ------------------- | ---- | ------- |
| Anzahl der Personen | 304  | 300     |
| Unterschied         |      | −1,31 % |

Nach der Volkszählung 2011 wohnten in Turík 226 Einwohner, alle davon Slowaken. 178 Einwohner bekannten sich zur römisch-katholischen Kirche und 17 Einwohner zur evangelischen Kirche A. B. 24 Einwohner waren konfessionslos und bei sieben Einwohnern ist die Konfession nicht ermittelt.
Ergebnisse der Volkszählung 2001 (228 Einwohner):
| Nach Ethnie: - 99,12 % Slowaken - 0,44 % Polen - 0,44 % Tschechen | Nach Konfession: - 82,46 % römisch-katholisch - 8,77 % konfessionslos - 7,89 % evangelisch - 0,44 % keine Angabe - 0,44 % orthodox |

## Bauwerke
- römisch-katholische Mariä-Heimsuchung-Kirche aus dem Jahr 1798, mit dem Holzüberbau des Turms aus dem Ende des 19. Jahrhunderts
- Landschloss aus der Hälfte des 18. Jahrhunderts, im 19. Jahrhundert klassizistisch gestaltet